# Plasma (album de Perfume)
Pour les articles homonymes, voir Plasma.
Albums de Perfume
Future Pop
(2018)
Singles
1. Saisei
Sortie : 13 décembre 2019
2. Time Warp
Sortie : 16 septembre 2020
3. Polygon Wave
Sortie : 21 septembre 2021
4. Flow
Sortie : 9 mars 2022
5. Spinning World
Sortie : 15 juillet 2022

Plasma (titre stylisé en majuscules) est le septième album studio du groupe japonais Perfume, sorti le 27 juillet 2022. Comme les autres albums du groupe, il est intégralement composé, arrangé et produit par Yasutaka Nakata.

## Interprètes
- Ayano Ōmoto (大本 彩乃?)
- Yuka Kashino (樫野 有香?)
- Ayaka Nishiwaki (西脇 綾香?)

## Liste des titres
Toutes les chansons sont écrites et composées par Yasutaka Nakata.
| 1.    | Plasma                                                  | 2:04 |
| 2.    | Time Warp (v1.1)                                        | 2:52 |
| 3.    | Polygon Wave (Original Mix)                             | 4:33 |
| 4.    | Saisei (再生)                                           | 4:43 |
| 5.    | Spinning World                                          | 4:00 |
| 6.    | Mawaru Kagami (マワルカガミ)                            | 3:53 |
| 7.    | Flow                                                    | 3:04 |
| 8.    | Mugen Loop (∞ループ)                                    | 4:17 |
| 9.    | Drive'n the Rain                                        | 6:16 |
| 10.   | Hatenabito (ハテナビト)                                 | 2:57 |
| 11.   | Android & (アンドロイド&)                               | 4:13 |
| 12.   | Sayonara Plastic World (さよならプラスティックワールド) | 3:56 |
| 46:55 |                                                         |      |